# Фактор фон Виллебранда
Локус: 
Фактор фон Виллебранда (англ. von Willebrand factor, VWF) — гликопротеин плазмы крови, играющий важную роль в гемостазе, а именно обеспечивающий прикрепление тромбоцитов к участку повреждённого сосуда. Кодируется геном VWF, расположенным на 12-й хромосоме. Нехватка или дефекты фактора фон Виллебранда приводят к развитию болезни Виллебранда и многих других заболеваний, в числе которых тромботическая пурпура, синдром Гейде и гемолитико-уремический синдром.

## Ген
Фактор фон Виллебранда кодируется геном VWF, расположенным на коротком плече 12-й хромосомы в локусе 13.3 (с 5 948 874-й по 6 124 670-ю пару оснований). Известно более 300 мутаций гена VWF, приводящих к болезни Виллебранда.

## Биохимия

### Синтез
VWF — крупный мультимерный гликопротеин плазмы крови, который постоянно производится в виде ультра-крупных мультимеров клетками эндотелия (в тельцах Вайбеля — Паладе), мегакариоцитами (α-гранулы тромбоцитов) и субэндотелиальной соединительной тканью.

### Структура
Мономер VWF представляет собой белок, состоящий из 2050 аминокислотных остатков. Каждый мономер содержит ряд доменов, выполняющих специфические функции; среди них стоит особо выделить:
- домен D'/D3 (домен типа D фактора фон Виллебранда[англ.]), который связывается с фактором свёртывания крови VIII;
- домен А1, который связывается с гликопротеином Ib тромбоцитов, гепарином и, возможно, коллагеном;
- домен А3 (домен типа A фактора фон Виллебранда[англ.]), который связывается с коллагеном;
- домен С1, в котором мотив аргинин-глицин-аспартат (RGD) связывается с тромбоцитарным интегрином αIIbβ3 при активации тромбоцитов;
- домен «цистеиновый узел», располагается на С-конце белка (домен типа C фактора фон Виллебранда[англ.]). Такой домен имеется также у тромбоцитарного фактора роста (PDGF), трансформирующего фактора роста β (TGFβ) и человеческого хорионического гонадотропина β (βHCG)[2].

После синтеза мономеры подвергаются N-гликозилированию, собираются в димеры в эндоплазматическом ретикулуме и в мультимеры в аппарате Гольджи путём образования дисульфидных мостиков между остатками цистеина. Димеризацию осуществляют белковые дисульфидизомеразы. VWF — один из немногих белков, несущих антигены системы групп крови ABO.
Мультимеры VWF могут быть очень крупными: состоять из более чем 80 субъединиц массой 250 кДа каждая и иметь массу более 20 000 кДа. Функциональны только крупные мультимеры.

Мономеры и мультимеры VWF

### Катаболизм
Биологическое разрушение (катаболизм) фактора фон Виллебранда осуществляет в основном фермент ADAMTS13 — металлопротеиназа, которая разрезает VWF между остатками тирозина 842 и метионина 843 в домене А2. Это приводит к распаду мультимеров на мелкие составляющие, которые разрушаются другими пептидазами.

## Функции
Фактор фон Виллебранда играет важную роль в прикреплении тромбоцитов к местам повреждения сосудов, связываясь с другими белками, прежде всего фактором свёртывания крови VIII. Фактор свёртывания крови VIII связан с VWF, когда в неактивном состоянии циркулирует по кровотоку, и быстро разрушается, когда не связан с VWF. Связь фактора VIII с VWF разрушается под действием тромбина. Кроме того, VWF связывается с коллагеном (типа 1 альфа 1), в том числе тогда, когда он соприкасается с эндотелиальными клетками в результате повреждения сосуда. Показано, что в связывании VWF с коллагеном имеет место эффект кооперативности. VWF связывается с гликопротеином Ib, когда он формирует комплекс с гликопротеинами IX и V. Это связывание может происходить в любых условиях, однако оно наиболее сильно в условиях сильного напряжения сдвига, то есть при быстром движении крови в узких сосудах. Наконец, VWF связывается с другими рецепторами тромбоцитов, когда они активированы, например, тромбином (то есть когда уже произошла стимуляция коагуляции).
Таким образом, VWF играет важную роль в свёртывании (коагуляции) крови, поэтому его недостаток или дисфункция увеличивает склонность к кровотечениям, особенно в тканях, в которых наблюдается высокая скорость кровотока в узких сосудах. В этих условиях VWF разворачивается, уменьшая скорость движения тромбоцитов. Скорость рефолдинга домена А2 VWF увеличивается в присутствии ионов кальция, благодаря чему VWF может функционировать как сенсор напряжения сдвига.

## Клиническое значение
Наследственные или приобретённые дефекты фактора фон Виллебранда приводят к болезни Виллебранда — геморрагическому диатезу кожи и слизистых оболочек, который выражается в носовых кровотечениях, меноррагии и желудочно-кишечных кровотечениях. Точка возникновения мутации определяет степень выраженности симптомов геморрагического диатеза. Выделяют три типа болезни Виллебранда (I, II и III), а тип II, в свою очередь, делится на несколько подтипов. Большая часть случаев болезни Виллебранда носит наследственный характер, однако болезнь может быть и приобретённой. Так, стеноз аортального клапана связан с болезнью Виллебранда типа IIA и потому приводит к желудочно-кишечным кровотечениям; такое связанное заболевание получило название синдрома Гейде (англ. Heyde's syndrome).
При тромботической пурпуре и уремическо-гемолитическом синдроме наблюдается недостаток фермента ADAMTS13 или его подавление антителами. Это приводит к снижению разрушения ультра-крупных мультимеров VWF и микроангиопатической гемолитической анемии, при которой в узких сосудах накапливаются фибрин и тромбоциты, из-за чего происходит некроз капилляров. При тромботической пурпуре поражается в основном мозг, а при уремико-гемолитическом синдроме — почки.
Высокий уровень VWF в крови характерен для людей, которые пережили первый ишемический инсульт в результате сворачивания крови. ADAMTS13 с этим не связана, и единственным значимым генетическим фактором в случае такого инсульта может быть группа крови пациента.

## История изучения
Фактор назван по имени финского врача Эрика Адольфа фон Виллебранда (1870—1949), который в 1924 году описал наследственное заболевание крови (позже ставшее известным как болезнь Виллебранда) в нескольких семьях с Аландских островов. Члены этих семей имели склонность к кровотечениям из кожи и слизистых (включая меноррангию). Хотя фон Виллебранд не смог установить причину болезни, он сумел отличить её от гемофилии и других форм геморрагических диатезов. В 1950-х годах было показано, что болезнь Виллебранда обусловлена нехваткой фактора плазмы крови, а не нарушением функционирования тромбоцитов, а в 1970-х годах был выделен фактор фон Виллебранда.